# Røde Mellemvej 2. th.
|  | Denne artikel er oprettet af botten PalnaBot ud fra en ekstern database. Den kan derfor have sproglige fejl eller mangler. Denne skabelon kan fjernes efter kontrol af indholdet. |

Røde Mellemvej 2. th. er en kortfilm instrueret af Camilla Arlien-Søborg efter manuskript af Ida Mathilde Karlsson.

## Handling
I forsøget på at opnå den perfekte jul går alting mere og mere galt.